# Hatashō, Shiga
Hatashō (秦荘町 Hatashō-chō) là thị trấn cũ thuộc huyện Echi, tỉnh Shiga, Nhật Bản. Tính đến ngày 1 tháng 2 năm 2006, dân số ước tính thị trấn là 7.996 người và mật độ dân số là 320 người/km2. Tổng diện tích thị trấn là 25,04 km2.
Vào ngày 13 tháng 2 năm 2006, Hatashō cùng với thị trấn Echigawa đã giải thể và sáp nhập. Hiện nay, Hatashō là một phần của thị trấn Aishō, Shiga.